# Onychostoma daduense
Onychostoma daduense är en fiskart som beskrevs av Ding, 1994. Onychostoma daduense ingår i släktet Onychostoma och familjen karpfiskar. Inga underarter finns listade i Catalogue of Life.